# Лангфурт
Лангфурт (нім. Langfurth) — громада в Німеччині, розташована в землі Баварія. Підпорядковується адміністративному округу Середня Франконія. Входить до складу району Ансбах.
Площа — 21,17 км2. Населення становить 2017 ос. (станом на 31 грудня 2020).